# マンスフィールド (オハイオ州)
マンスフィールド（Mansfield）は、アメリカ合衆国オハイオ州の都市。リッチランド郡の郡庁所在地である。人口は4万7534人（2020年）。アルゲイニー台地の西縁、州都コロンバスとクリーブランドのほぼ中間に位置する。マンスフィールド都市圏はリッチランド郡全体に及んでいる。
マンスフィールドは1808年に創設され、市名は北西部領土測量隊長ジャレッド・マンスフィールドにちなんでつけられた。一帯は郡名のリッチランドが示すように肥沃な土地に恵まれ、農地が広がったが、やがて19世紀も後半に入ると、鉄道交通の発展に伴い、工業都市として成長した。しかし、1970年代以降、ラストベルトの多くの工業都市と同様に、この地域における重工業が衰退に向かい、人口は減少傾向にある。そのため、地域経済は多角化、特に重工業依存からの脱却と第三次産業への転換を進めている。

## 歴史

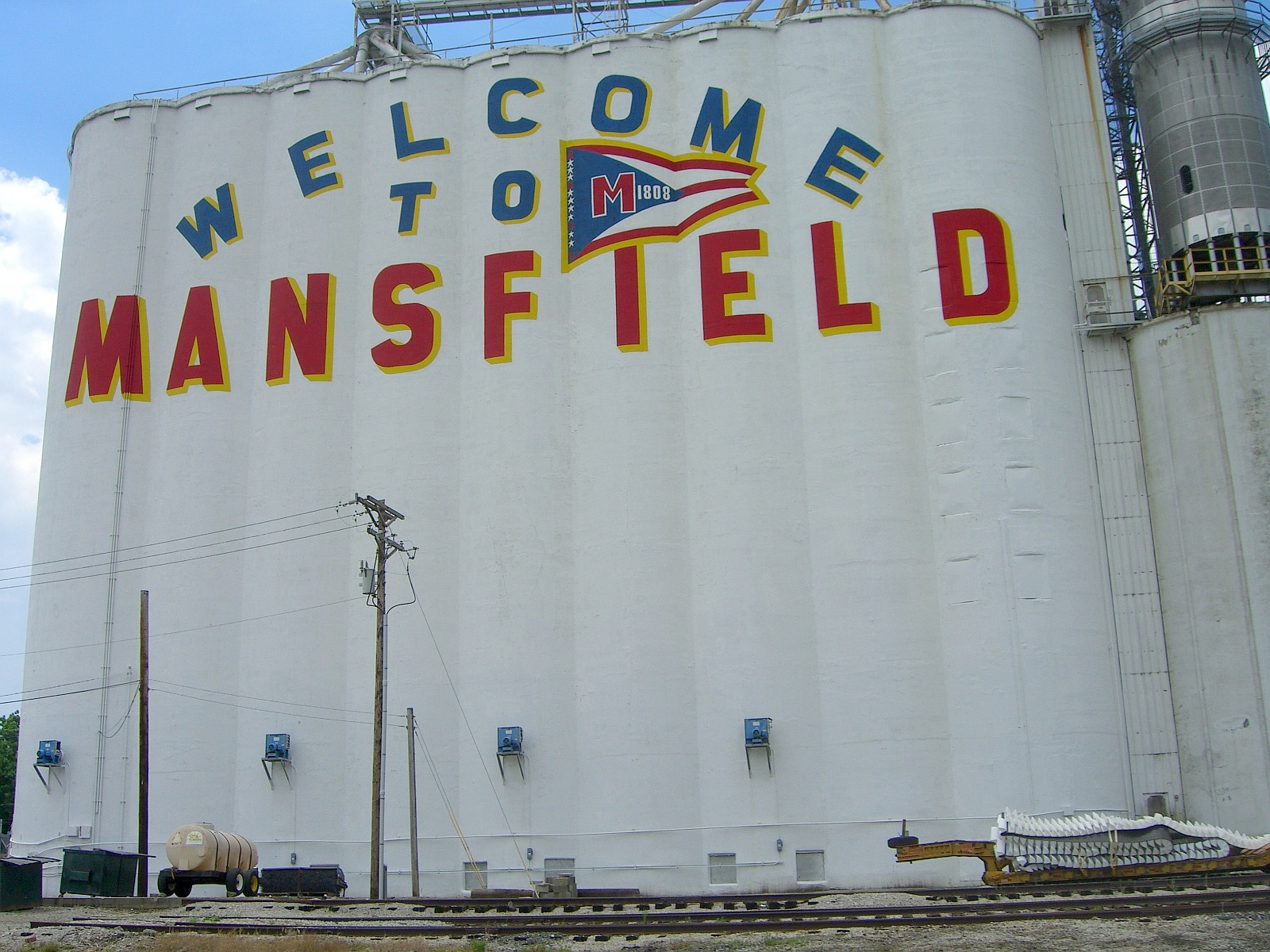
創設年の「1808」が描かれたウェルカム・サイン

マンスフィールドは1808年6月、北西部領土測量隊長ジャレッド・マンスフィールドの指揮の下、ジェームズ・ヘッジズ、ジョス・ラーウェル、およびジェイコブ・ニューマンによって創設された。入植地の名であるマンスフィールドはこの指揮官、ジャレッド・マンスフィールドにちなんでつけられた。もともとは、パブリック・スクエアと呼ばれる広場（現在のセントラル・パーク）を中心として、入植地は正方形に区画されていた。やがて、最初の入植者となったサミュエル・マーティンが、この入植地で最初の、そして1808年中に建てられた唯一の建物となった丸太小屋を区画97に建てた。マーティンはこの小屋で冬を越し、先住民にウイスキーを売っていた。しかし、この行為は違法とされ、マーティンは郡外への逃亡を余儀なくされた。翌1809年、マーティンが去った後のこの小屋にジェームズ・カニンハムが入居した。やがて1812年、米英戦争の最中、先住民の攻撃から入植地を防衛するため、2棟の方形小要塞がパブリック・スクエアに建てられた。これらの小要塞は一晩にして建てられたものであった。終戦と前後して、これらの小要塞のうちの1棟が初代の郡地方裁判所庁舎、および監獄に転用された。
マンスフィールドは1828年2月24日、オハイオ州議会の議決により、正式に村として法人化された。その後、1857年には、マンスフィールドは人口5,121人を数え、市制を施行した。
19世紀中盤に入ると、各地で鉄道の整備が進み、マンスフィールドにも鉄道が次々と開通した。マンスフィールドに初めて開通した鉄道は、1846年、マンスフィールドとエリー湖岸のサンダスキーとを結ぶ、全長87kmのマンスフィールド・アンド・サンダスキー・シティ鉄道（後にボルチモア・アンド・オハイオ鉄道の一部）であった。この鉄道は、その後1850年にニューアークまで延伸された。その後、1850年にはピッツバーグ・アンド・フォートウェイン鉄道（後にペンシルバニア鉄道の一部）が、1863年にはアトランティック・アンド・グレート・ウェスタン鉄道（後にエリー鉄道の一部）がそれぞれ開通した。しかし、1870年に計画されたマンスフィールド・コールドウォーター・アンド・レイク・ミシガン鉄道は、マンスフィールドまで開通することは無かった。

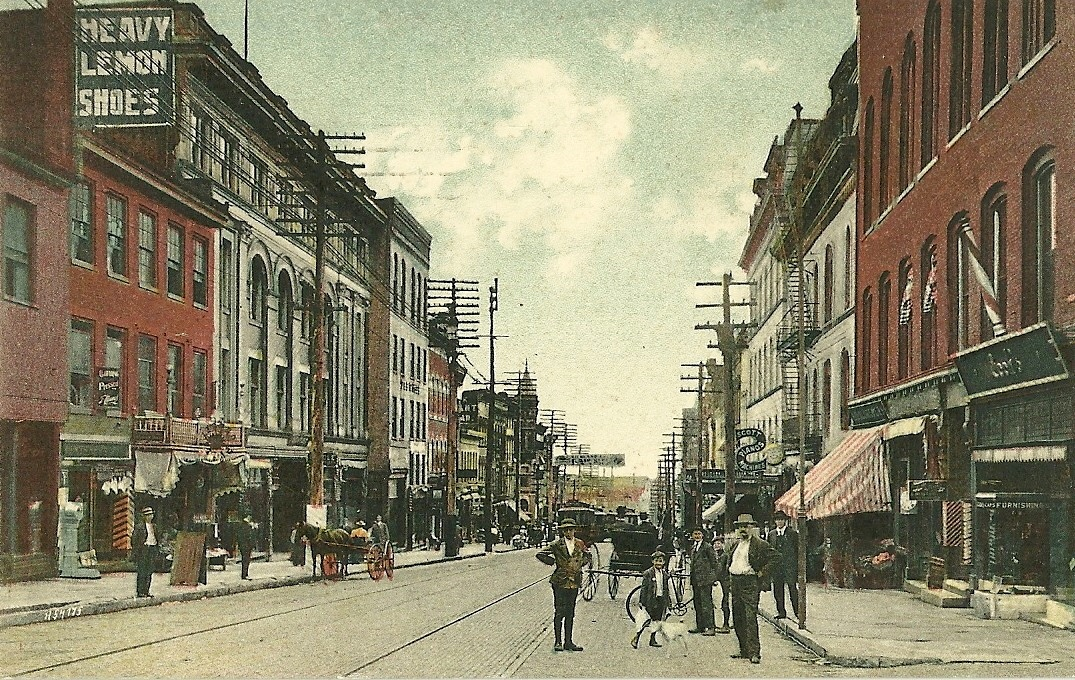
マンスフィールドのダウンタウン（1908年）

1880年代、これらの鉄道の存在によって、マンスフィールドは州中北部における工業と通商の中心地として発展を遂げて行くようになった。この頃、マンスフィールドでは扉、真鍮加工品、亜麻仁油、サスペンダー、紙箱などが生産されていた。マンスフィールド最大の雇用主はたばこ製造会社のホーツェンローダー社で、1888年時点で285人を雇用していた。19世紀末には、マンスフィールドのダウンタウンにはビクトリア建築様式の建物が建ち並ぶようになった。1913年には、アメリカ合衆国初の大陸横断ハイウェイであるリンカーン・ハイウェイがマンスフィールドを通り、さらなる経済発展がもたらされた。その後、20世紀初頭から中盤に至るまで、マンスフィールドは成長し続けた。1970年には、マンスフィールドの人口は55,047人を数え、ピークに達した。
しかし、1970年前後以降、ダウンタウンの活力は次第に失われていった。1969年には、マンスフィールドの西に隣接するオンタリオに郊外型のショッピングモールができ、ダウンタウンのデパートは閉店するか、周縁部へと移転していった。1970年代後半から1980年代にかけては、重工業が労働力の安いアメリカ合衆国外へと流出したことにより、ラストベルトの多くの他都市と同様、マンスフィールドにおける工業は衰退し、市の中心部は荒廃していった。市内の建物は次々と空き家になり、窓ガラスは割れ、犯罪、売春や麻薬が横行するようになった。特に荒廃が酷かったのは、セントラル・パークから北へ2ブロック、4thストリートとメイン・ストリートの交差点周辺であった。
1990年代に入ると、ダウンタウンの立て直しが行われた。1991年に、4thストリートとメイン・ストリートの南西角にリッチランド・カルーセル・パークが開園すると、その周辺には再び各種小売店や飲食店、オフィスが建ち並ぶようになった。1999年には、カルーセル・パーク周辺地域の入居率は100%になった。また、建物の修復だけではなく、景観やレンガ、さらには鉄製の装飾も用いて、ダウンタウンの美観を回復した。
2000年代後半の世界金融危機がもたらした不況はマンスフィールドの財政にも打撃を与えた。2008-09年にかけて、マンスフィールドの財政は急激に悪化し、財政緊縮策に失敗したこともあって、市は380万ドルもの赤字を出した。これにより、2010年8月19日、州の監査局はマンスフィールドを「財政危機」にあると宣言した。2014年7月9日、市は財政危機を脱した。

## 地理

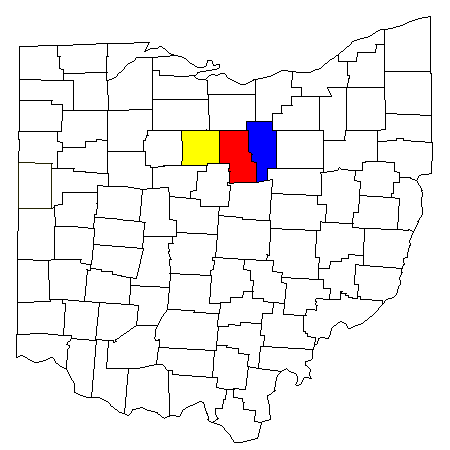
マンスフィールド・アシュランド・ビューサイラス広域都市圏
マンスフィールド都市圏
アシュランド小都市圏
ビューサイラス・ガリオン小都市圏

マンスフィールドは北緯40度45分17秒 西経82度31分22秒 / 北緯40.75472度 西経82.52278度に位置している。市はオハイオ州の3大都市を結ぶ州間高速道路I-71の沿線にあり、州都コロンバスから北東へ約100km、クリーブランドからは南西へ約120kmである。
アメリカ合衆国国勢調査局によると、マンスフィールド市は総面積80.08km2（30.92mi2）である。そのうち79.95km2（30.87mi2）が陸地で0.13km2（0.05mi2）が水域である。総面積の0.16%が水域となっている。市域はアルゲイニー台地の西縁に広がっており、市域はやや起伏に富み、オハイオ州の都市の中では標高の高い部類に入る。市中心部の標高は378mであるが、市の最高点である市南西部の地下貯水池、ウッドランド貯水池では標高455mである。
マンスフィールドの都市圏は、マンスフィールドに郡庁を置くリッチランド郡のみで成っている。広域都市圏は、この都市圏にアシュランド小都市圏（アシュランド郡）およびビューサイラス・ガリオン小都市圏（クロフォード郡）を加えた3郡から成っている。

### 気候
マンスフィールドの気候は四季がはっきりしており、特に冬の厳しい寒さと降雪に特徴付けられる、大陸性の気候である。最も暑い7月の平均気温は約22℃、最高気温の平均は約28℃で、日中32℃を超えることは平年で月に1-2日程度である。最も寒い1月の平均気温は氷点下4℃、最低気温の平均は氷点下8℃で、月のほとんどの日は気温が氷点下に下がる。降水量は春から夏、4月から8月にかけてはやや多く、月間100-120mm程度、一方秋から冬、9月から3月にかけてはやや少なく、月間60-100mm程度である。年間降水量は1,120mm程度である。また、冬季の12月から3月にかけての月間降雪量は20-35cm、年間降雪量は123cmに達する。ケッペンの気候区分では、マンスフィールドは中西部の大部分に分布する亜寒帯湿潤気候（Dfb）に属する。
|               | 1月  | 2月  | 3月  | 4月   | 5月   | 6月   | 7月   | 8月   | 9月  | 10月 | 11月 | 12月 | 年      |
| ------------- | ---- | ---- | ---- | ----- | ----- | ----- | ----- | ----- | ---- | ---- | ---- | ---- | ------- |
| 平均気温（℃） | -3.6 | -2.0 | 2.8  | 9.3   | 14.8  | 19.8  | 21.9  | 21.1  | 17.2 | 10.9 | 5.2  | -1.3 | 9.7     |
| 降水量（mm）  | 73.7 | 61.0 | 86.4 | 104.1 | 114.3 | 121.9 | 111.8 | 111.8 | 83.8 | 73.7 | 96.5 | 83.8 | 1,122.8 |
| 降雪量（cm）  | 33.8 | 29.0 | 19.8 | 6.6   | -     | -     | -     | -     | -    | 1.2  | 5.6  | 26.7 | 122.7   |

### 都市概観と建築物

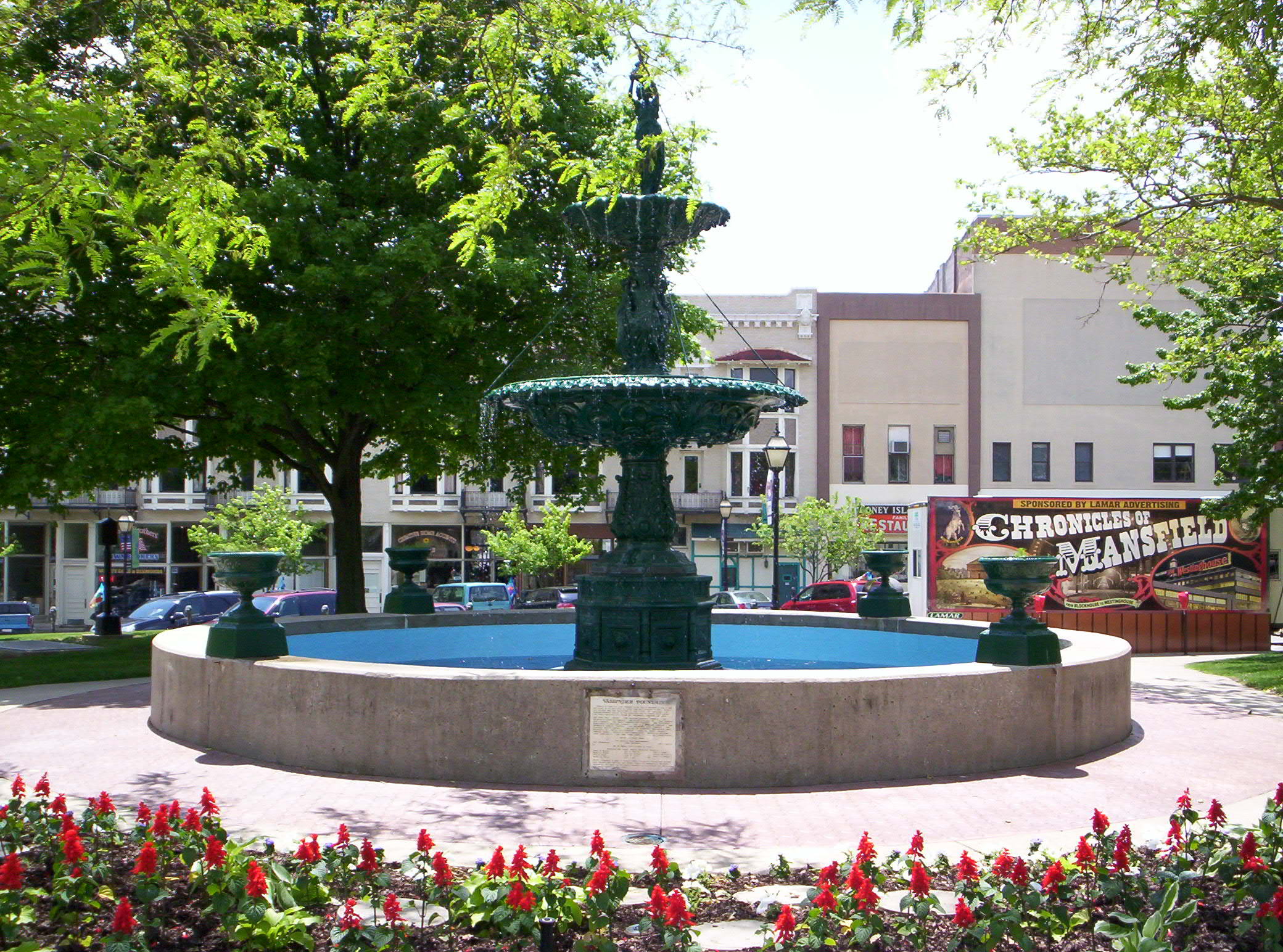
セントラル・パークのバスバインダー噴水

チェース・タワー

マンスフィールドの街路はダウンタウンでは比較的整然と区画されている。ダウンタウンの中心となっているのは、ノース・パーク・ストリート、サウス・パーク・ストリート、メイン・ストリート、およびダイアモンド・ストリートに囲まれた、2エーカー（8,094m2）のセントラル・パークである。南北に通る通りは、セントラル・パークを突っ切るパーク・アベニューを境に南（S）と北（N）に分かれている。また、東西に通る通りは、メイン・ストリートを境に東（E）と西（W）に分かれている。
マンスフィールドのダウンタウンに建つ建物はほとんどが中低層のものである。市で最も高い建物は、セントラル・パークから西へ2ブロック、パーク・アベニューとウォルナット・ストリートの北西角に建つチェース・タワーである。この12階建て、高さ48mのライムストーン造、アール・デコ様式のビルは、1929年に建てられたものである。

## 政治

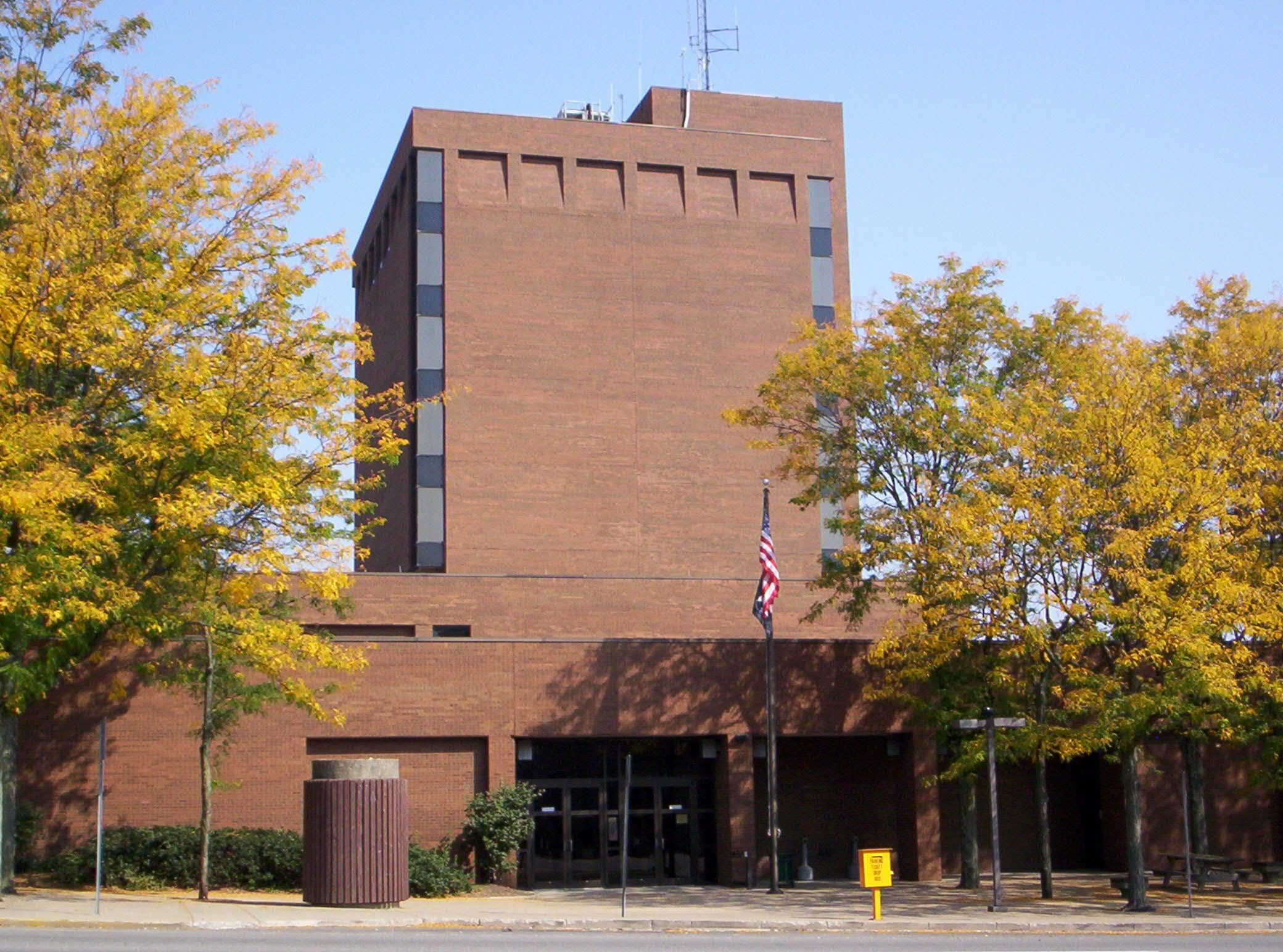
マンスフィールド市庁舎

マンスフィールドは市長制を採っている。市長は市の行政の最高責任者であり、市政府各局の監督および管理に責任を負う。また、市長は市の治安の首席保全者であり、全ての法令や条例が完全に遵守され、施行されることに責任を負う。市長は市の儀礼的な長でもある。このほか、市長は 1) オハイオ州憲法、およびオハイオ州法の定めにより与えられた司法権を行使する、 2) 市議会での議論に参加し、その検討事項に対して提案をする、および 3) マンスフィールド市憲章、条約、議決、もしくはオハイオ州法で認められた、もしくは義務付けられた権限、任務、および機能を果たす、の3点に対しても責任を負う。市長は全市から選出され、その任期は4年である。
市の立法機関である市議会は議長および8人の議員から成っている。8人の市議員のうち、6人は市を6つに分けた選挙区から1人ずつ選出され、残りの2人は全市から選出される。市議員の任期は4年で、2年ごとに半数を改選する。市議会議長は市長および市議員とは別に全市から選出され、その任期は4年である。

## 経済
マンスフィールドがまだ工業都市として栄えていた頃、タッパン・ストーブはマンスフィールドに本社を置き、またウェスティングハウス・エレクトリックは買収したコープマン電気ストーブ会社をマンスフィールドに置くなど、市は特に家電機器およびストーブの製造で知られていた。

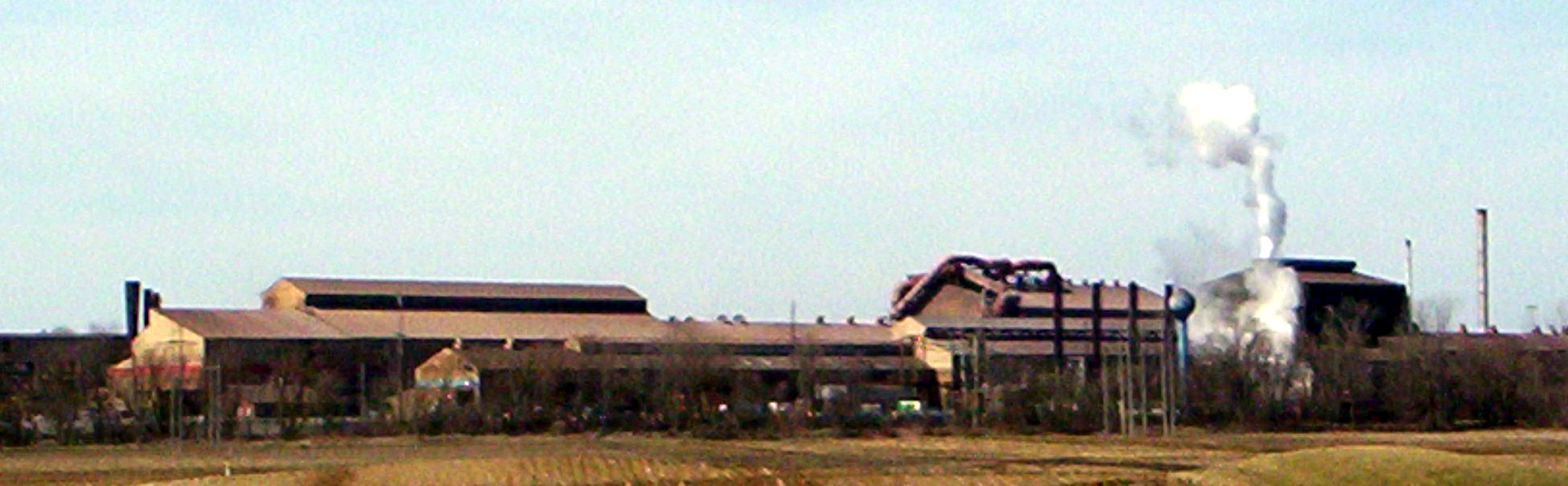
AKスチールのマンスフィールド工場

しかし、1970年代の鉄鋼不況に始まって、製造業のアメリカ合衆国外への流出、労働争議の長期化、そして工場設備の老朽化によって、ラストベルトの他の多くの工業都市と同様、マンスフィールドの地域経済を支えていた重工業は大きく衰退し、工業都市としての地位は大きく低下した。マンスフィールド・タイヤ・アンド・ラバー、オハイオ・ブラス、ウェスティングハウス、タッパンなど、マンスフィールドに本社もしくは重要拠点を置いていた会社は次々と買収されるか、移転されるか、あるいは閉鎖された。さらに、2009年にゼネラルモーターズが経営破綻し、連邦倒産法第11章の適用を申請すると、翌2010年6月、再建の一環としてオンタリオにあった同社のプレス工場、マンスフィールド・オンタリオ・メタル・センターが閉鎖された。こうして、マンスフィールドに残った重工業は、シンシナティ郊外に本社を置くAKスチールのマンスフィールド工場のみとなった。
重工業の衰退は商業にも影響を与えた。加えて、オンタリオにショッピングモールができ、チェーンの大型スーパーマーケットやレストランも相次いで開業して客を奪った。その結果、1960年代までマンスフィールド中心部に建ち並んでいた小売店は次々と閉店に追い込まれた。

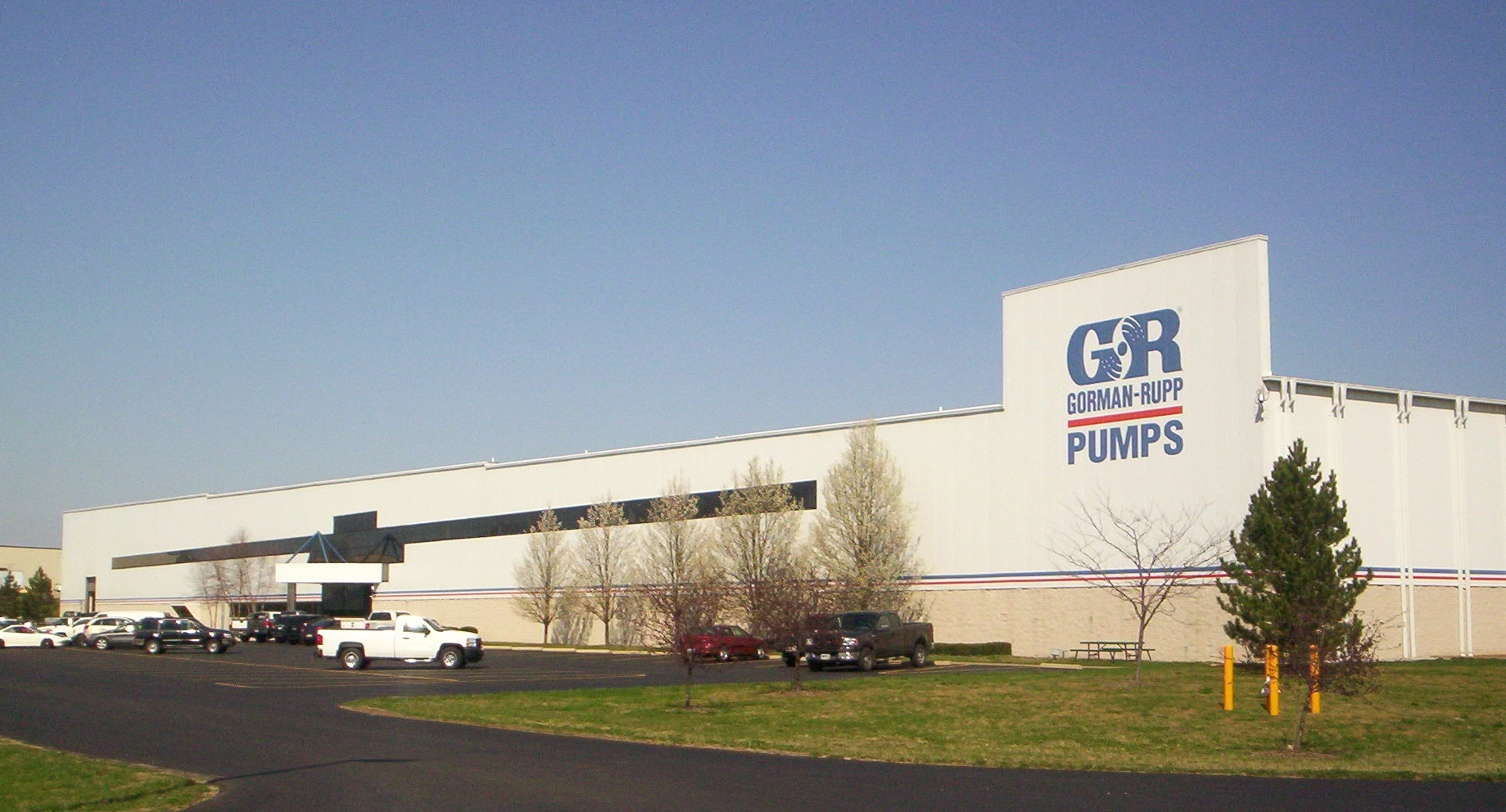
ゴーマン・ラップ本社

こうした背景から、マンスフィールドの地域経済は多角化を進め、重工業への依存度を減らしてきている。現在マンスフィールドに残っている製造業としては、前述のAKスチールのほか、三恵技研工業の北アメリカ法人で、本田技研工業の現地法人に部品を供給している自動車部品メーカーのニューマン・テクノロジー、発電機メーカーのヒュンダイ・アイディアル・エレクトリック、エマソン・エレクトリック傘下のサーモスタットメーカーのサーモディスク、ポンプメーカーのゴーマン・ラップ、配管メーカーのクレーン・プランビング、メリーゴーラウンドメーカーのカルーセル・ワークス、学校用品メーカーのスクール・スペシャリティ、および各種部品メーカーのマンスフィールド・エンジニアード・コンポーネンツが挙げられる。

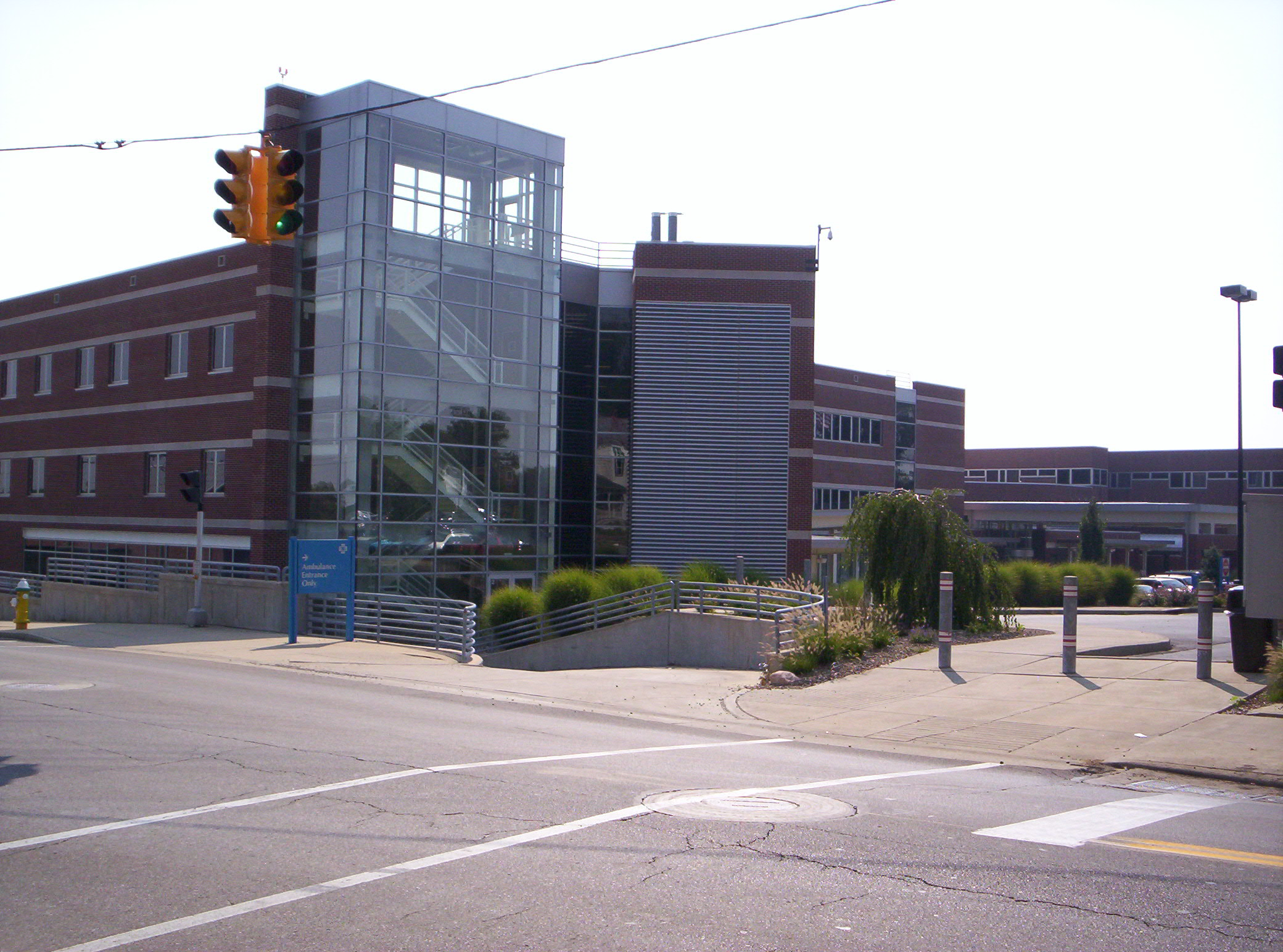
メドセントラル・マンスフィールド病院

一方、マンスフィールドのみならず、リッチランド郡最大の雇用主となっているのは、保健産業に属するメドセントラル・ヘルス・システムである。同システムのマンスフィールド病院は、326床のベッドを有し、レベルIIの救急医療センターとして年間で救急患者46,000人以上の治療を行い、13,000人以上の入院患者を受け入れ、8,000症例以上の手術を行い、1,300人以上の新生児を誕生させている。
また、マンスフィールドは3社の有名食品会社ゆかりの地でもある。 What would you do for a Klondike Bar? のキャッチコピーで知られたクロンダイクバーを1920年代に開発したアイサリー・デイリーは、マンスフィールドに本社を置いている。クロンダイクバーは、その後1993年にユニリーバに売却され、同社のブランドとなっている。全米に60店舗を展開するレストランチェーン、スチュワーツ・レストランズは、もともとは1924年に、フランク・スチュワートがルートビアのスタンドとしてマンスフィールドで創業したものであった。 Jones' のブランド名で知られるポテトチップス製造専門会社のジョーンズ・ポテト・チップは、1945年にマンスフィールドで創業し、現在もマンスフィールドに本社を置いている。

## 交通

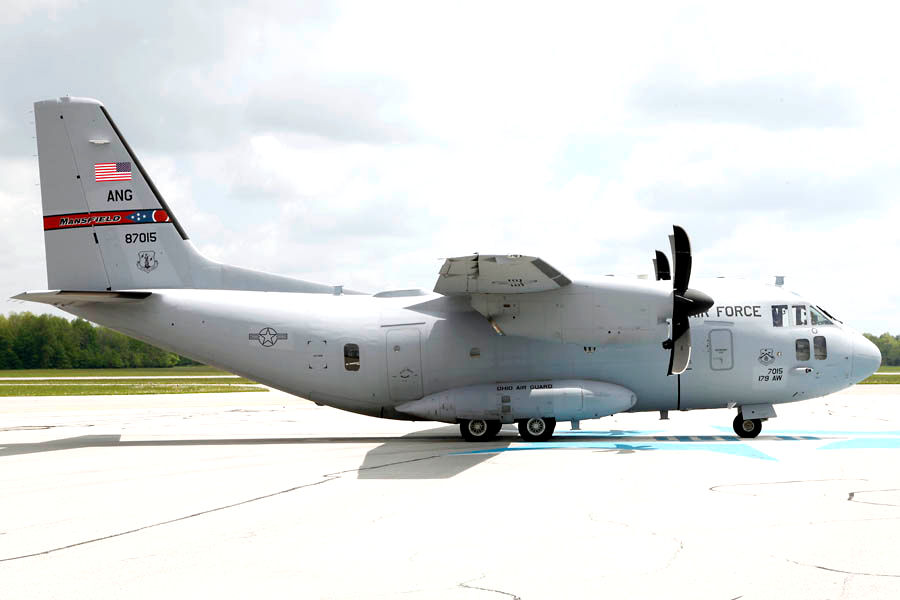
マンスフィールド・ラム地域空港に駐機中の、オハイオ空軍州兵第179空輸航空団のC-27J スパルタン

マンスフィールドに最も近い商業空港は、コロンバスのダウンタウンの東11kmに立地するポート・コロンバス国際空港（IATA: CMH）、もしくはクリーブランドのダウンタウンの南西17kmに立地するクリーブランド・ホプキンス国際空港（IATA: CLE）で、いずれもマンスフィールドのダウンタウンからは約100kmである。市域北端、ダウンタウンの北5.5kmに立地するマンスフィールド・ラム地域空港（IATA: MFD）は、ゼネラル・アビエーションと呼ばれる、自家用機等の発着が主となっている規模の小さい空港で、定期旅客便は発着していない。また、このマンスフィールド・ラム地域空港には、オハイオ航空州兵の第179空輸航空団が本拠を置いている。

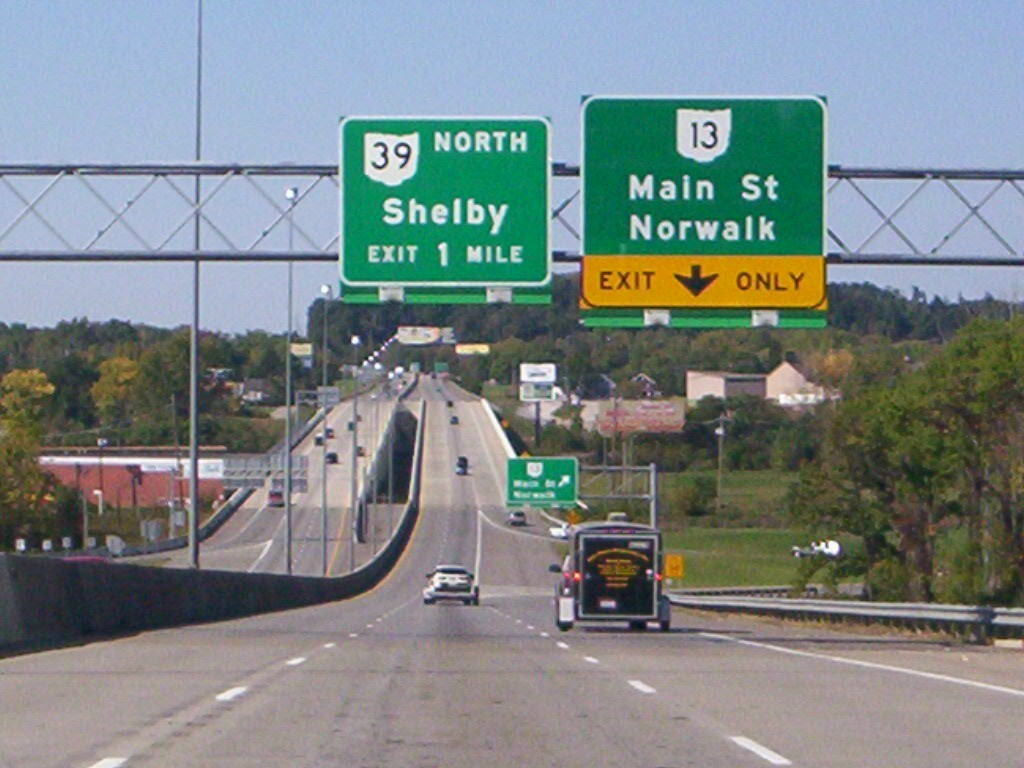
マンスフィールド市内を通る国道30号線

州間高速道路I-71は市の南東を南西-北東に通っている。I-71はクリーブランドとルイビルとを結ぶ高速道路で、州間高速道路としては短いものの、オハイオ州内においてはクリーブランドから、コロンバス、シンシナティへと、州の3大都市を結ぶ、最も重要な道路である。また、市北部を通る国道30号線も、I-71以西、インディアナ州との州境近くまで高速道路規格となっている。国道30号線は、西へはビューサイラスやライマ都市圏へ、また東へは一般道路規格となるものの、ウースターやカントンへと通じている。
19世紀後半、マンスフィールドに工業都市としての成長と繁栄をもたらした鉄道は、現在ではペンシルバニア鉄道の流れをくむノーフォーク・サザン鉄道、およびボルチモア・アンド・オハイオ鉄道とエリー鉄道のうち、この地域にわずかに残った路線をつなげて、マンスフィールドからアシュランドを経由してウェストセーラムへと至るようにしたアシュランド鉄道の2路線のみになってしまった。これらの鉄道は専ら貨物輸送のみに用いられており、マンスフィールドにはアムトラックの駅は無い。
グレイハウンドのバスストップは市の南端、I-71と州道13号線とのインターチェンジ近くのセブンイレブンに併設されている。このバスストップには、コロンバスとクリーブランドとを結ぶグレイハウンドのバスが北行、南行とも1日各1便、またコロンバスとアクロンとを結ぶバロン・バスのバスが北行、南行とも1日各1便停車する。
市内の公共交通機関としては、リッチランド郡交通局（RCT）が路線バス網を運営している。同局はマンスフィールド市内、およびオンタリオを中心に、14路線を運行しており、そのうち1路線は北西郊のシェルビーにも至る。しかし、運行頻度は少なく、ほとんどの路線は1-2時間に1便の頻度である。

## 教育

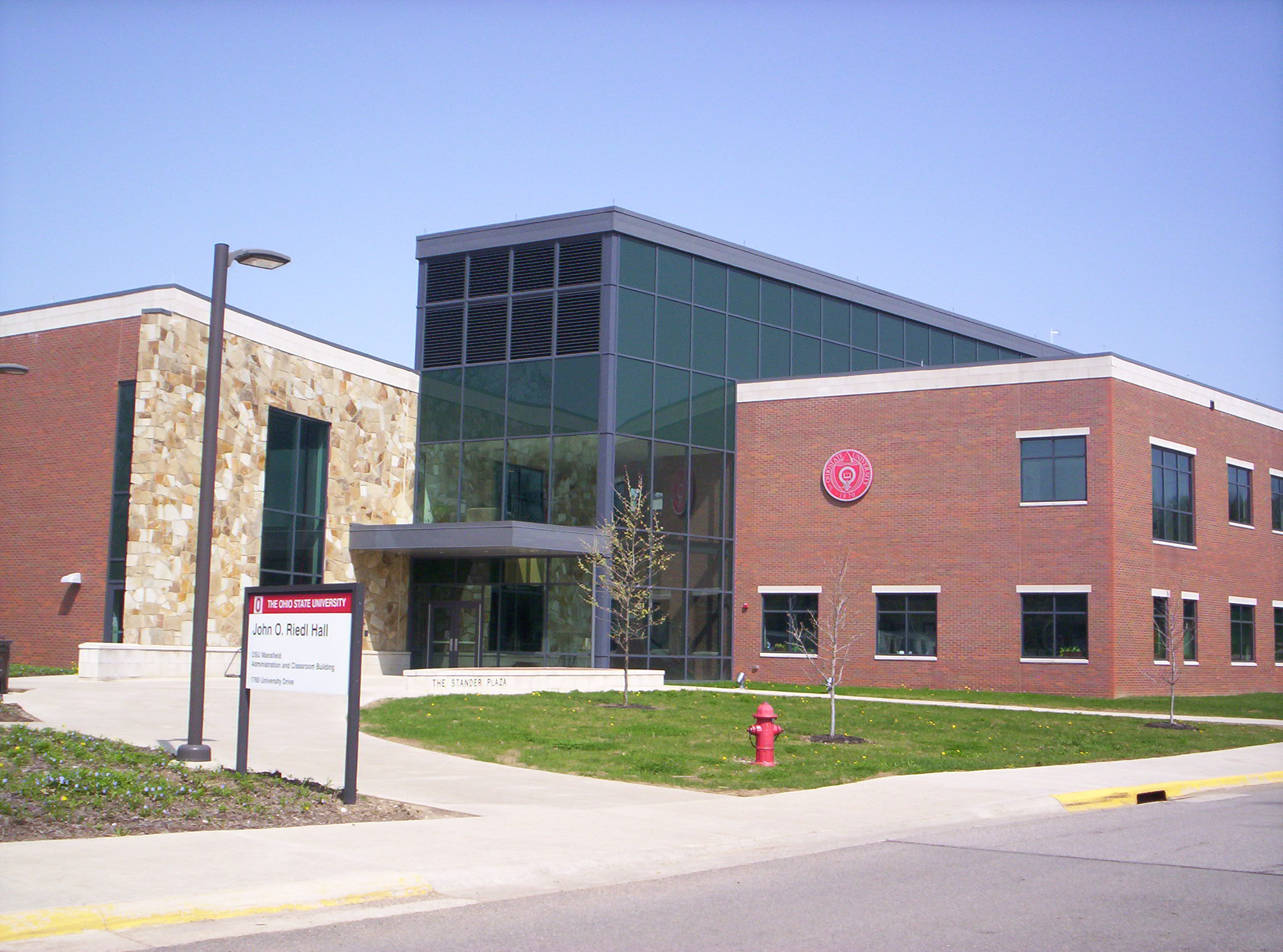
オハイオ州立大学マンスフィールドキャンパス

オハイオ州立大学は4つある地方キャンパスのうちの1つをマンスフィールドに置いている。640エーカー（2,590,000m2）のマンスフィールドキャンパスはダウンタウンから北西へ7.5km、市域北西端の森の中に立地している。同学の学生はマンスフィールドキャンパス単体でも9つの学士、および教育学とソーシャルワークの2つの修士専攻プログラムの中から専攻を選び、修了・卒業することができるが、マンスフィールドキャンパスで科目を取り始め、最終的には学部に170以上の専攻プログラムを有するコロンバスの本校で修了・卒業することもできる。
オハイオ州立大学マンスフィールドキャンパスは地元のコミュニティ・カレッジ、ノースセントラル州立カレッジのメインキャンパスも兼ねている（ただし科目および教職員は別個である）。同学は60以上の準学士専攻プログラムを有し、3,100人の学生を抱えている。同学はメインキャンパスのほか、シェルビー、アシュランド、ビューサイラス、およびマンスフィールドのダウンタウンにも分校を持っている。
アシュランドにメインキャンパスを構えるブレズレン系私立のアシュランド大学は、ダウンタウンの南西4km、マリオン・アベニューとサウス・トリンブル・ロードの南西角に看護・保健学部の看護実習施設を置いている。

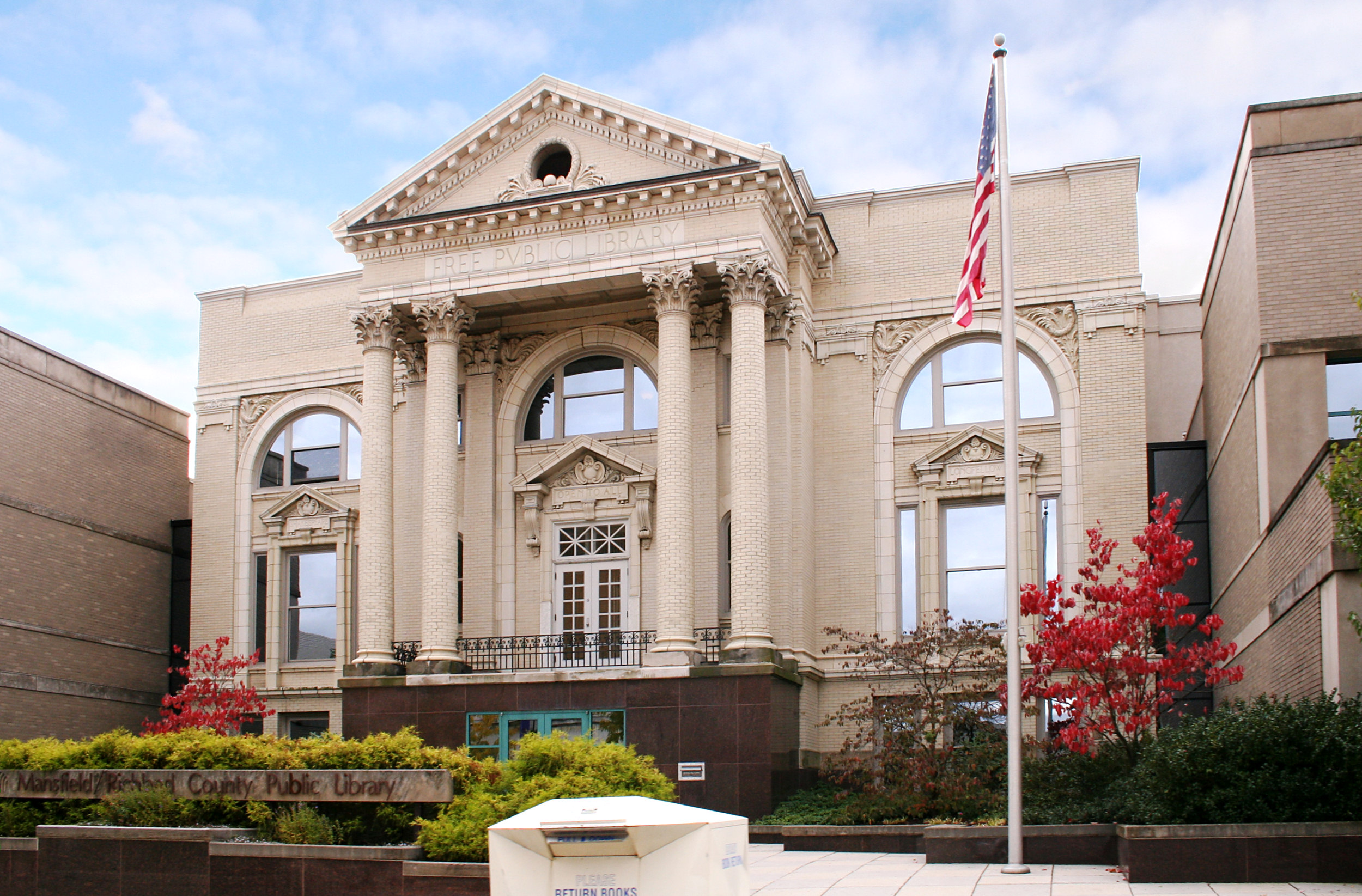
マンスフィールド・リッチランド郡公立図書館本館

マンスフィールドにおけるK-12課程は主にマンスフィールド市学区の管轄下にある公立学校によってまかなわれている。同学区は小学校（就学前・1-3年生）3校、スペイン語イマージョン校1校、中等小学校（4-6年生）1校、中学校（7-8年生）1校、高校（9-12年生）1校、およびオルタナティブ教育校1校を有し、約4,600人の児童・生徒を抱えている。なお、市の東部はマンスフィールド市学区ではなく、マンスフィールドを取り囲むマディソン郡区に本部を置くマディソン地域学区の管轄下に属している。 また、マンスフィールドをその管轄下に置くカトリックのトレド司教区は、マンスフィールドに2校のカトリック系私立学校を置いている。このほか、マンスフィールドには超教派のキリスト教系学校や、国際バカロレア候補校もある。
マンスフィールドには1855年から公立図書館があったが、マンスフィールド・リッチランド郡公立図書館の歴史は1887年にさかのぼる。同館はダウンタウンに立地する本館のほか、郡内8ヶ所に支館を置いている。

## 文化

### 歴史的建築物と博物館

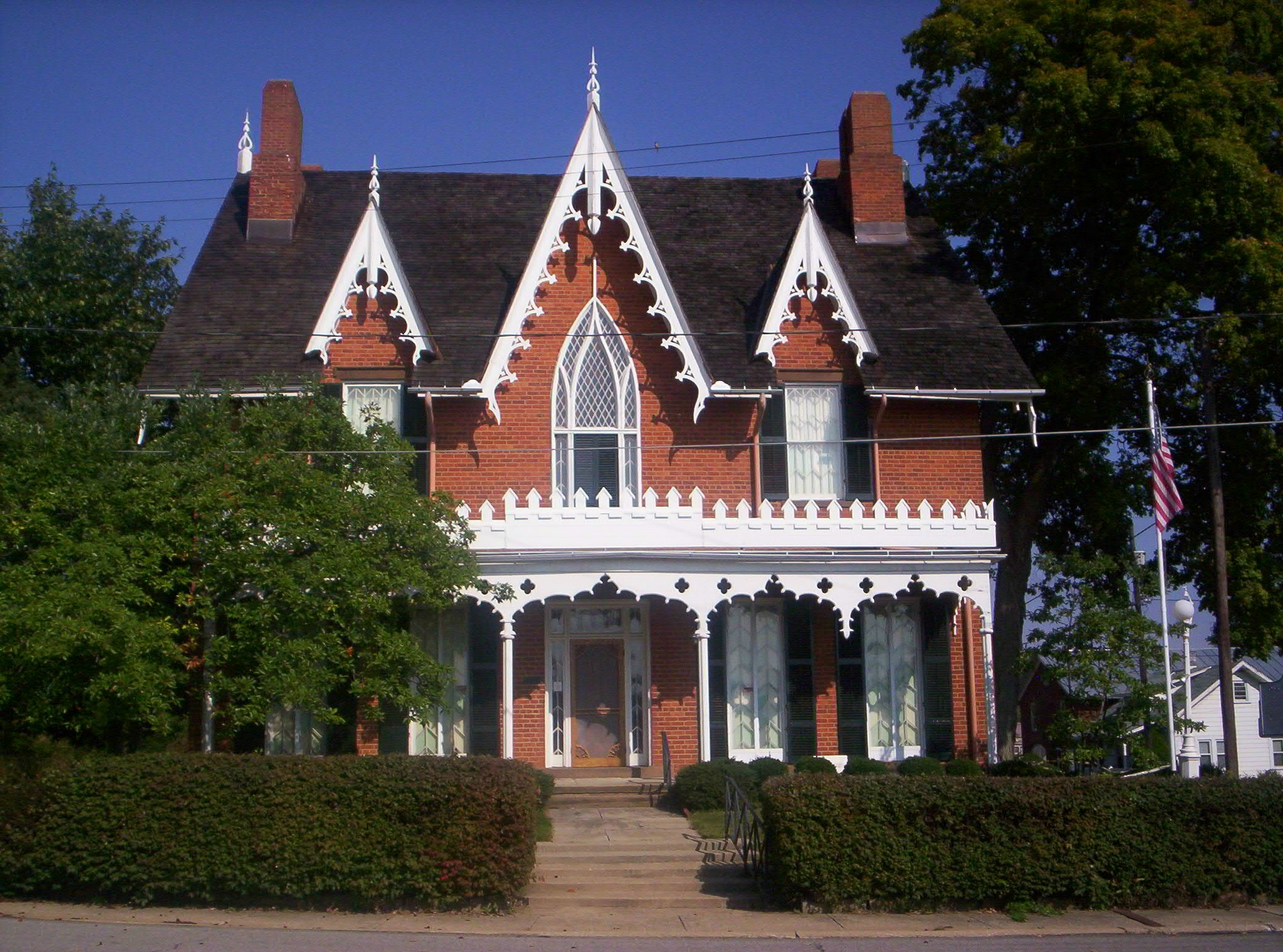
オーク・ヒル・コテージ

オーク・ヒル・コテージはダウンタウンの北、かつて市の経済を支えた工業地区の中に立地している。ゴシック・リバイバル様式の煉瓦造のこの家屋は、1847年にマンスフィールド・アンド・サンダスキー・シティ鉄道の職長であったジョン・ロビンソンが建てたものである。1864年に地元の眼科・耳鼻科医、ヨハネス・ジョーンズがこの家屋を購入すると、その後100年にわたってジョーンズ一族が住み続けたが、1965年にリッチランド郡歴史協会に家屋・家具ともに売却され、修復・保全されることになった。1969年には、オーク・ヒル・コテージは国家歴史登録財に指定された。現在では、オーク・ヒル・コテージは博物館として一般公開されている。展示されている家具はジョーンズ一家が購入したもので、そのほとんどはニューヨークからマンスフィールドまで鉄道で運ばれたものである。
市北部、リッチランド更生施設の南隣には旧オハイオ州立矯正院が立地している。城塞を思わせるこの監獄は、1886年にクリーブランドの建築家が設計したもので、ビクトリアン・ゴシック、ロマネスク、およびクイーン・アンの3つの様式を組み合わせている。この監獄は1990年まで本来の目的に使用されていたが、その後は一般に公開され、秋にはハロウィンのイベントにも使われている。旧オハイオ州立矯正院は、1983年に国家歴史登録財に指定された。

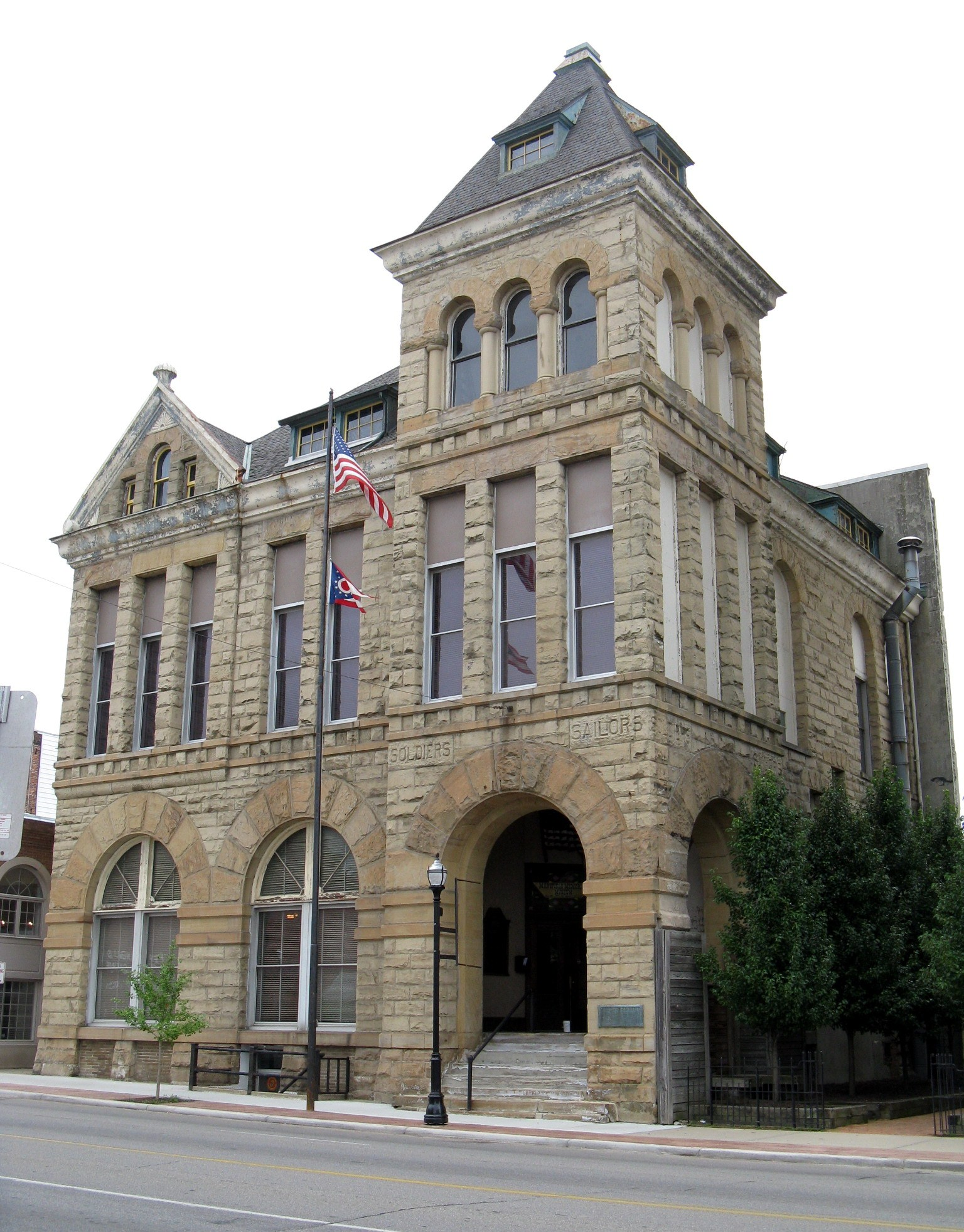
マンスフィールド記念博物館

ダウンタウンに立地するマンスフィールド記念博物館は、1889年に陸海軍人記念館として一般に公開されたもので、リッチランド郡最古の博物館である。同館は古代のネイティブ・アメリカンから、アフリカ系・アジア系に至るまでの、軍事史および自然史に関する事物を展示している。同館の代表的な展示物としては、航空史を物語る約600機の航空機が挙げられる。また、1939年のニューヨーク万国博覧会に出品された、ウェスティングハウス製のロボットも同館で保存・展示されている。陸海軍人記念館は、1980年に国家歴史登録財に指定された。
市西部、ミルズボロ・イースト・ロードとマリオン・ロードの南西角の森の中にはマンスフィールド芸術センターが立地している。同館は美術館として、作品の展示を通じて地域住民向けに美術作品に触れる機会を提供しているほか、美術教育を提供し、また地域の芸術家のサポートも行っている。
リッチランド更生施設および旧オハイオ州立矯正院のすぐ東には、ダイアモンド・ヒル大聖堂に併設された、オハイオ州唯一の蝋人形博物館であるバイブルウォークが立地している。同館は聖書に描かれている70シーンを再現する、300体以上の蝋人形を展示している。また、同館は教会員が寄付した宝飾品や、1500年代まで遡る各国の珍しい聖書なども展示している。

### 演技芸術

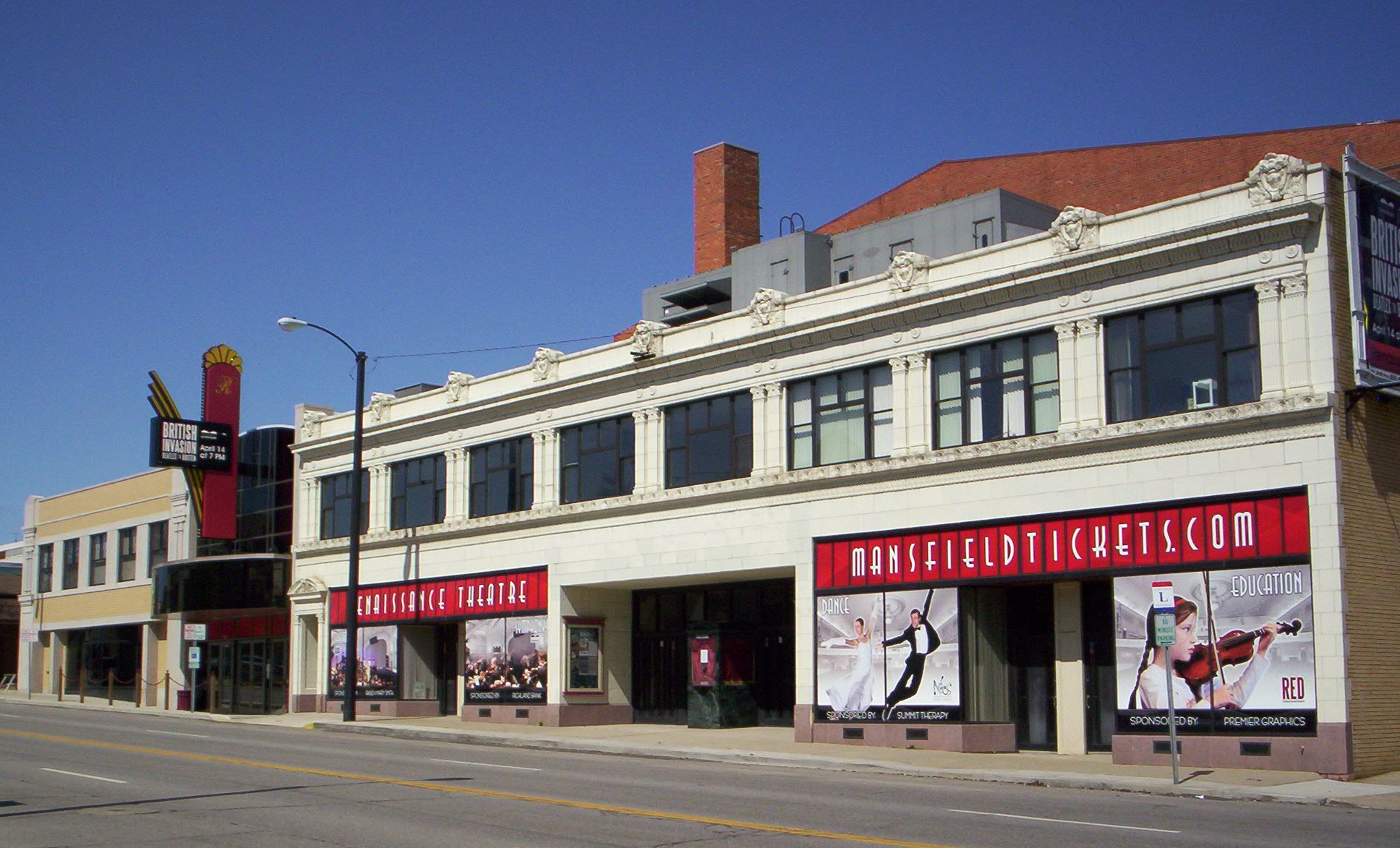
ルネサンス・シアター

ダウンタウンに立地するルネサンス・シアターは、もともとはオハイオ・シアターという映画館として1928年に建てられたものであった。オハイオ・シアターは1940年代までは繁盛していたが、その後はテレビの普及もあって経営難に陥り、1979年にはポルノ映画館へと転換した。同館が「ディープ・スロート」を放映した際には、地元の活動家によって営業停止へと追い込まれた。しかし、1980年にミス・オハイオ（後述）がオハイオ・シアターに戻ってきたのをきっかけに、地元の博愛主義者がオハイオ・シアターを買い上げ、1984年に225万ドルの寄付を集めて翌1985年に改修、名もルネサンス・シアターに改められ、劇場として復活した。1997年には、1930年:から続く地元オーケストラ、マンスフィールド交響曲団と経営統合した。ルネサンス・シアターは、1983年に国家歴史登録財に指定された。

### イベント
ミス・アメリカのオハイオ州予選であるミス・オハイオはマンスフィールドで開かれている。マンスフィールドが初めてミス・オハイオの開催都市となったのは1959年であった。1963年にミス・オハイオの会場はサンダスキーのシダーポイントに移されたものの、1975年にマンスフィールドに戻り、1980年からはルネサンス・シアターで開催されている。
リッチランド・カウンティ・フェアは市の北西部に立地する、106エーカー（430,000m2）のフェアグラウンドで開催される。マンスフィールドは1849年以来、リッチランド・カウンティ・フェアの開催地であった。また、1872-73年には、マンスフィールドは（通常は州都コロンバスで開催される）オハイオ・ステート・フェアの開催地にもなった。

### スポーツ
南西郊のレキシントンの近く、モロー郡トロイ郡区にはミッドオハイオ・スポーツカーコースが立地している。このサーキットは、もともとは1962年に週末のスポーツカーレース用に造られたものであったが、1981年にレッド・ルーフ・イン創業者のジム・トゥルーマンが買収すると、野外劇場型の客席や車庫を設け、コース自体も再舗装や拡幅、安全性の向上など、大規模な改修が行われた。1周2.258マイル（3.634km）のこのコースでは、インディカー・シリーズのホンダ200や、NASCARエクスフィニティ・シリーズのネイションワイド小児病院200が開催される。また、このサーキットには、プロドライバーの養成から運転免許取りたての10代のドライバーに対する安全運転講習まで、様々なレベルの講座を提供する自動車学校、ミッドオハイオ・スクールも併設されている。

### 公園とレクリエーション
マンスフィールドは市内に大小33の公園を有している。そのうち最大のものであるサウス・パークには、1812年にもともと市の中心部、現在のセントラル・パークに建てられた小要塞のうちの1棟が、1900年代にここに移設されて残っている。

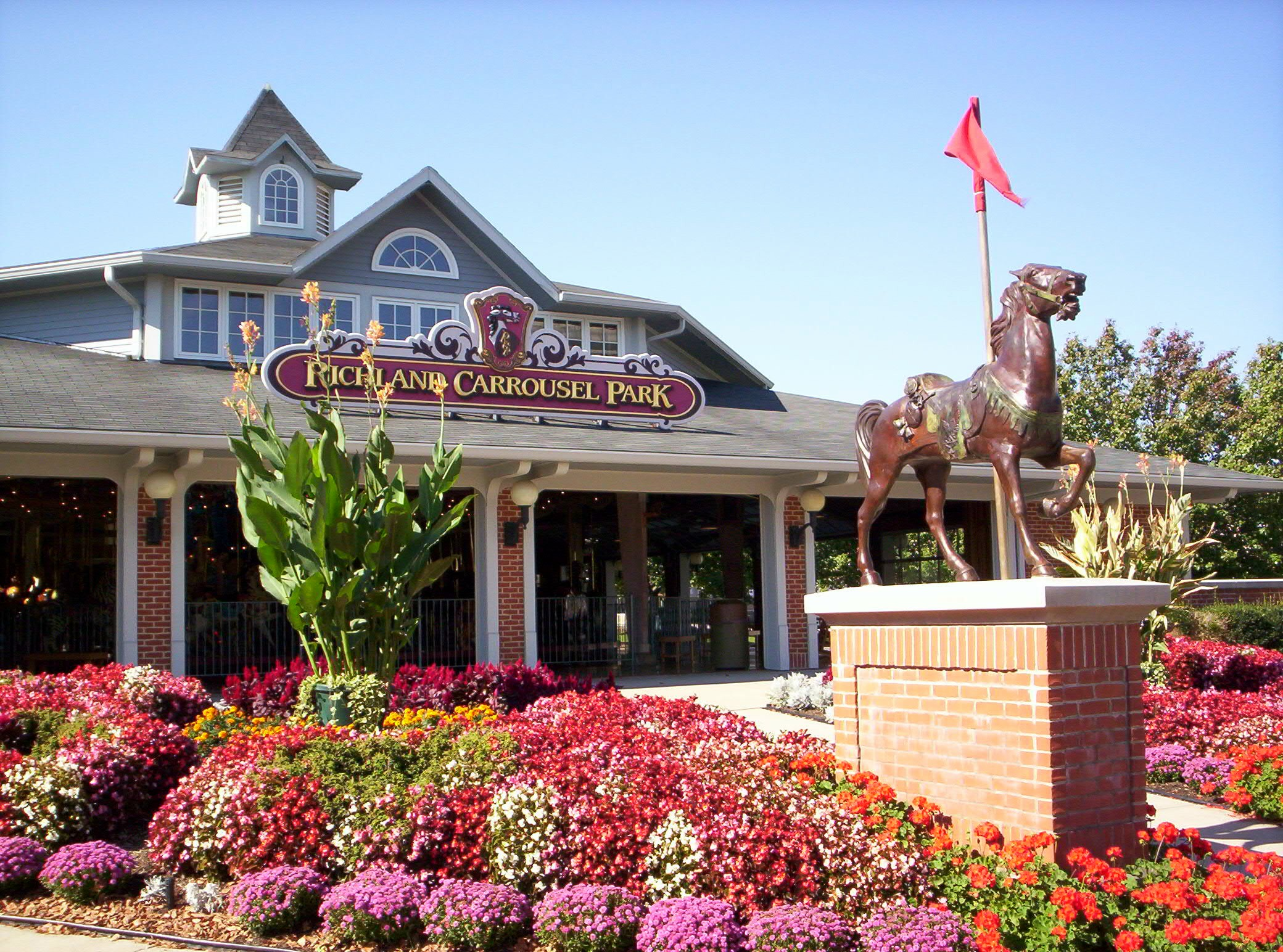
リッチランド・カルーセル・パーク

ダウンタウンに立地するリッチランド・カルーセル・パークは、1991年にダウンタウン再生の一環として開園したものである。同園はアメリカ合衆国内では1930年代以降見られなくなっていた、手彫りの木製の、屋内のメリーゴーラウンドである。メリーゴーラウンドを構成する52頭の動物（うち馬は30頭）はすべて、設計から、彫刻、塗装に至るまで、マンスフィールド市内のカルーセル・ワークス社によるものである。また、メリーゴーラウンドの音楽は、州内のベルファウンテンにあるスティンソン・パイプオルガン社製のオルガンで奏でられている。

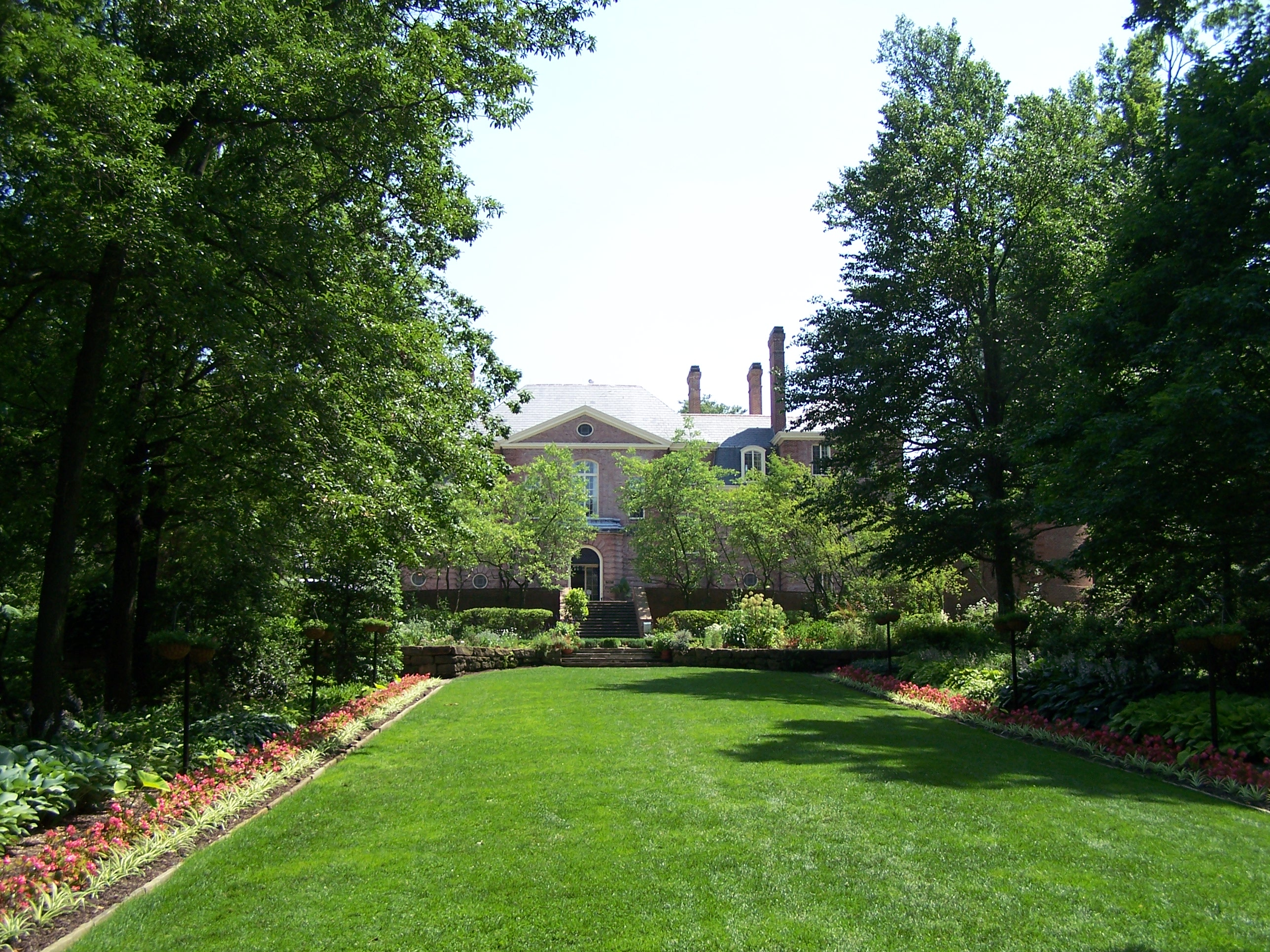
キングウッド・センター

ダウンタウンの西約2kmに立地するキングウッド・センターは、もともとは1926年に建てられた、オハイオ・ブラスの電気技術者から社長に昇り詰めたチャールズ・ケリー・キングの豪邸であった。キングの死後、1953年に豪邸とその47エーカー（190,000m2）の敷地は一般に公開された。その際、キングの遺志に従って、豪邸は図書館および管理事務所に、また庭園は植物園へと転用された。キングウッド・センターは、1976年に国家歴史登録財に指定された。

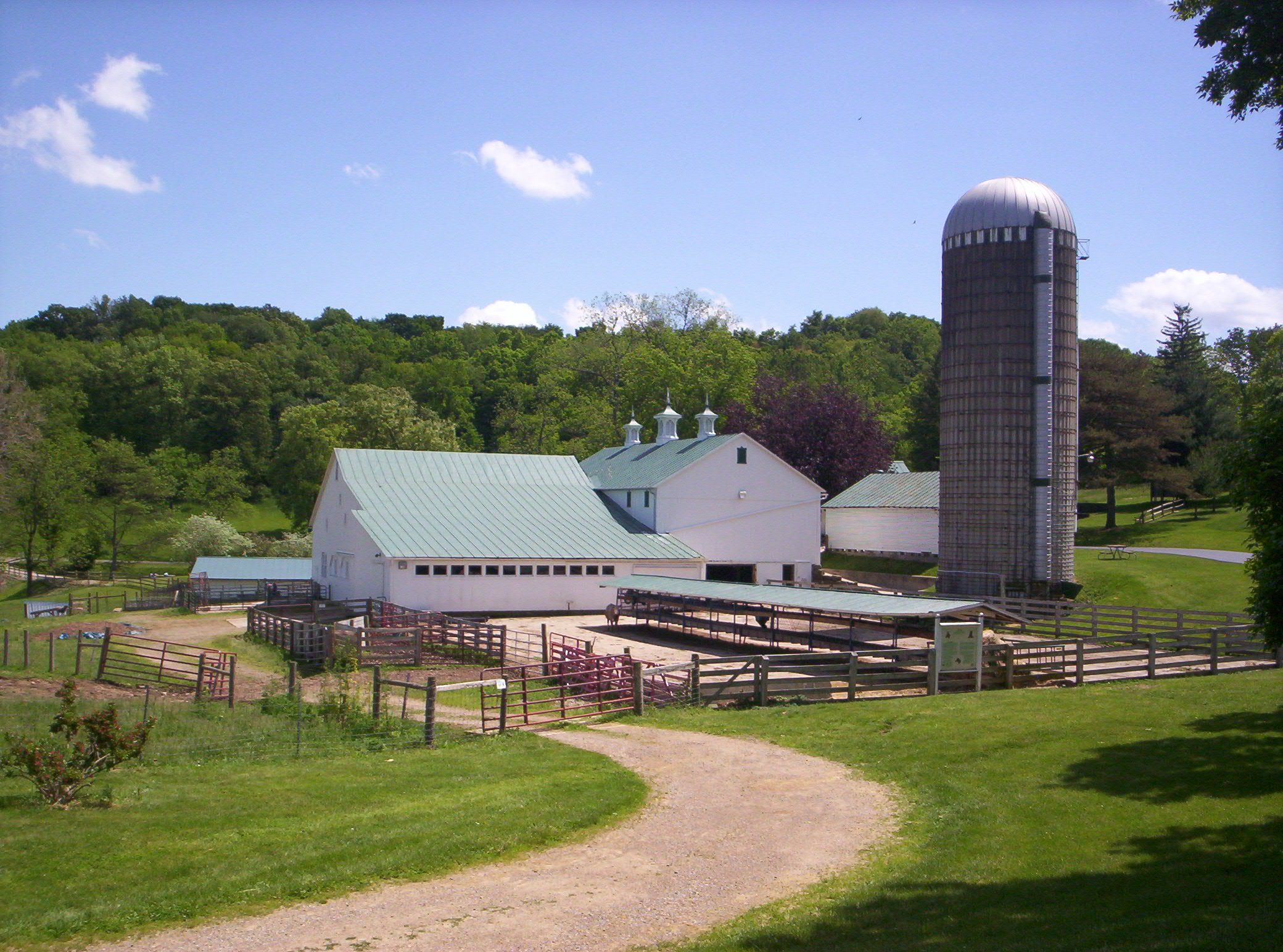
マラバー農場州立公園

南東郊のモンロー郡区（住所はルーカス）に立地するマラバー農場州立公園は、もともとはマンスフィールド出身のピューリッツァー賞作家、ルイス・ブロムフィールドが1939年に購入した3つの農場、および自宅であった。現在では、この875エーカー（354ha）の農場は観光農場、またハイキングコース、レストラン、キャンプ場も備える州立公園となっており、年間30万人（うち2/3はオハイオ州内から）の観光客が訪れる。マラバー農場は、1973年に国家歴史登録財に指定された。
市の南に広がる標高450mの小高い丘は、スノー・トレイルズというスキー場になっている。スノー・トレイルズは標高差91m、最も長いコースでも長さ610mという小規模なスキー場であるが、1961年に開場した、オハイオ州最古のスキー場であり、現在オハイオ州内で営業している数少ないスキー場の1つである。
ボルチモア・アンド・オハイオ鉄道は1986年にこの地の路線を廃止したが、線路跡はその後リッチランド郡公園局に買い取られ、リッチランド・B・アンド・O・トレイルという自転車道になっている。全長29.6kmのこの自転車道は、南東郊のバトラーを起点とし、ベルビルやレキシントンを経由してマンスフィールド市域に入り、ダウンタウンの北西に立地するノース・レイク・パークを終点とする。

### 映画

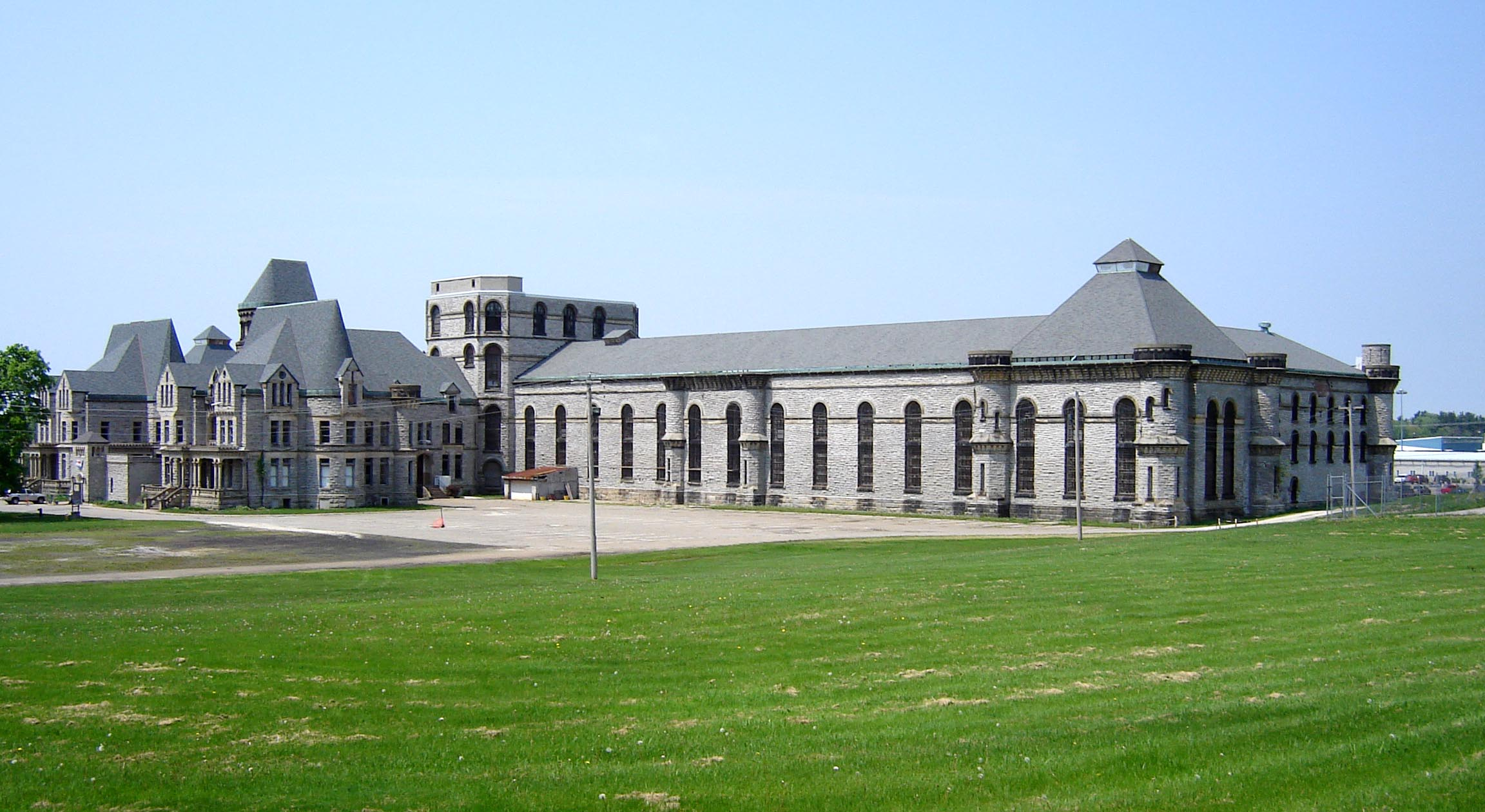
数多くの映画が撮影された旧オハイオ州立矯正院

旧オハイオ州立矯正院はまだ現役であった1970年代から、ハリウッド映画をはじめとする数々の映画の撮影に使われてきた。旧オハイオ州立矯正院で撮影された主な作品には、「ニューヨーク一獲千金」（1976年、マーク・ライデル監督、ジェームズ・カーン主演）、「デッドフォール」（1989年、アンドレイ・コンチャロフスキー監督、シルヴェスター・スタローン主演）、「ショーシャンクの空に」（1994年、フランク・ダラボン監督、ティム・ロビンス主演）、「エアフォース・ワン」（1997年、ウォルフガング・ペーターゼン監督、ハリソン・フォード主演）などが挙げられる。加えて、2000年代以降には、ゴッドスマックの Awake （2000年）、リル・ウェインの Go D.J. （2004年）や、アンタイ・フラッグの This is the New Sound （2012年）など、ミュージック・ビデオの撮影にも使われている。
また、1950-60年代にかけては、マンスフィールドは脅迫的な交通教育映画製作で悪名高かったハイウェイ安全財団が本部を置き、その撮影の大半を行っていた地であった。また、同財団の制作した映画の中には、交通安全とは関係の無い（そしてより悪名高い）、例えば公共便所に設置された防犯カメラで同性愛者の性行為をとらえた Camera Surveillance （1964年）や、少女への性的虐待・殺害を題材とした The Child Molester （1964年）といったものまであった。

### メディア

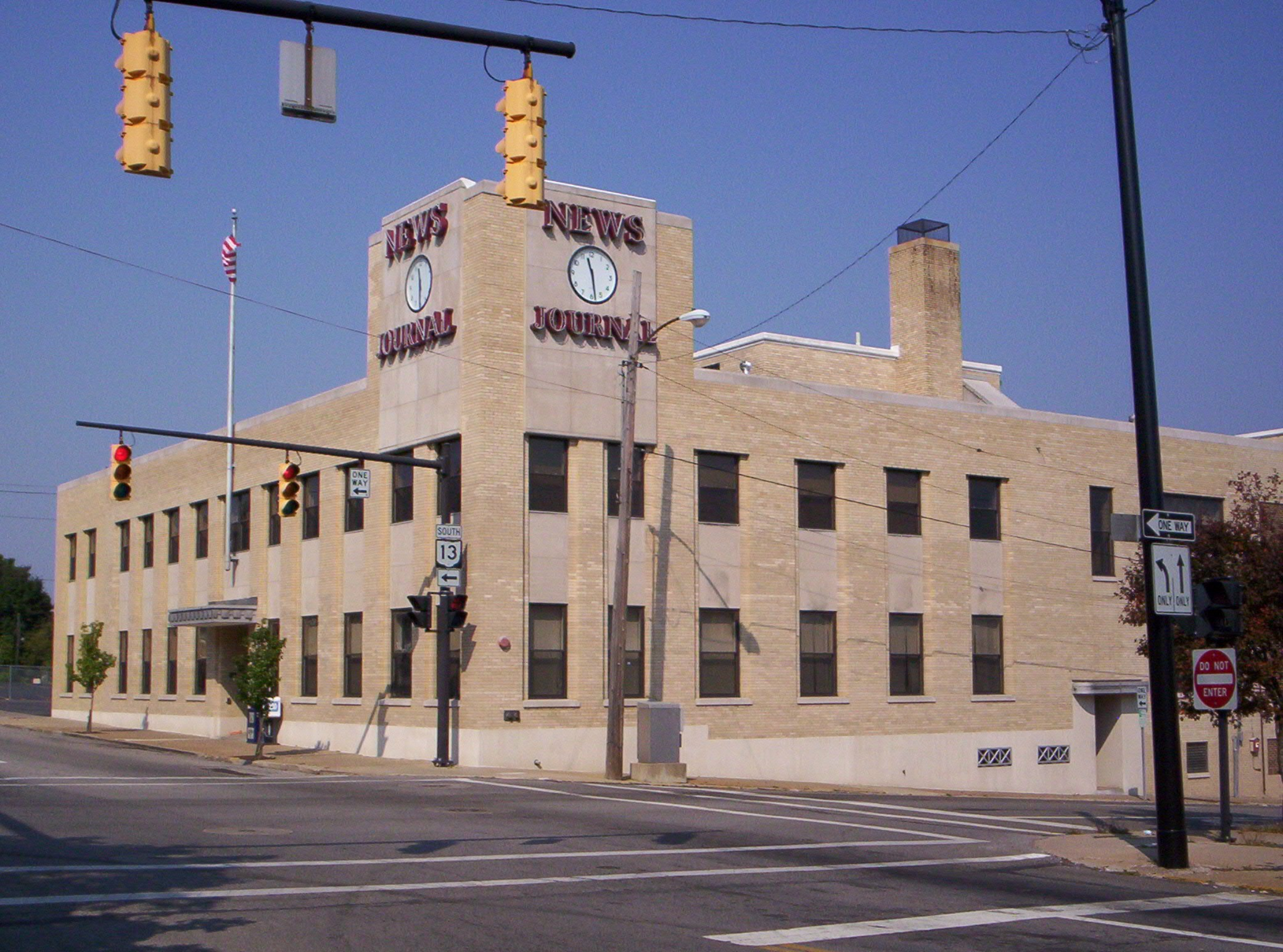
ダウンタウンに立地するマンスフィールド・ニュース・ジャーナル本社

マンスフィールドの新聞紙は、USAトゥデイなども所有するガネット社傘下の、マンスフィールド・ニュース・ジャーナル1紙のみである。同社は、1885年創立のマンスフィールド・デイリー・ニュース社と1930年創立のマンスフィールド・ジャーナル社が1932年に合併してできた新聞社で、2000年にガネット社傘下に入った。
テレビおよびラジオのメディア市場においては、マンスフィールドはクリーブランド圏に入るものの、コロンバスにも物理的に近いことから、住民はコロンバスの放送局の地上波も受信できる。マンスフィールドにはABC、CBS、NBCといった全米ネットワークの支局は置かれていないが、独立系テレビ局のWMFD-TVおよびWOHZ-CDがある。また、オハイオ州立大学が所有するWOSUラジオは、コロンバスの本局（WOSA）のほかに4つある支局のうちの1つ、WOSVをマンスフィールドに置いている。

## 人口動態

### 都市圏人口
マンスフィールドの都市圏はリッチランド郡1郡のみで形成されている。広域都市圏を形成する各郡の人口は以下の通りである（2010年国勢調査）。
マンスフィールド・アシュランド・ビューサイラス広域都市圏
| 都市圏/小都市圏                  | 郡             | 州         | 人口      |
| -------------------------------- | -------------- | ---------- | --------- |
| マンスフィールド都市圏           | リッチランド郡 | オハイオ州 | 124,475人 |
| アシュランド小都市圏             | アシュランド郡 | オハイオ州 | 53,139人  |
| ビューサイラス・ガリオン小都市圏 | クロフォード郡 | オハイオ州 | 43,784人  |
| 合計                             | 合計           | 合計       | 221,398人 |

### 市域人口推移
以下にマンスフィールド市における1820年から2010年までの人口推移を表およびグラフでそれぞれ示す。
| 統計年 | 人口     |
| ------ | -------- |
| 1820年 | 288人    |
| 1830年 | 840人    |
| 1840年 | 1,328人  |
| 1850年 | 3,557人  |
| 1860年 | 4,581人  |
| 1870年 | 8,029人  |
| 1880年 | 9,859人  |
| 1890年 | 13,473人 |
| 1900年 | 17,640人 |
| 1910年 | 20,768人 |
| 1920年 | 27,824人 |
| 1930年 | 33,525人 |
| 1940年 | 37,154人 |
| 1950年 | 43,564人 |
| 1960年 | 47,325人 |
| 1970年 | 55,047人 |
| 1980年 | 53,927人 |
| 1990年 | 50,627人 |
| 2000年 | 49,346人 |
| 2010年 | 47,821人 |

## 姉妹都市
マンスフィールドは以下2都市と姉妹都市提携を結んでいる。
- 田村市（日本・福島県） - もともと2000年に旧船引町がマンスフィールドと締結していたが、合併後、2007年に田村市がマンスフィールドと改めて締結した[89]。
- マンスフィールド（イギリス・イングランド）[90]

## 註
1. 1 2 3  Brief History of Mansfield ... Beginning. pp.26, 36. The Mansfield Savings Bank Almanac. 1923年. 2015年9月6日閲覧.
2. ↑  History of Richland Country 1807–1880. p.237. A.A. Graham & Co.
3. ↑  History of Richland Country 1807–1880. p.272. A.A. Graham & Co.
4. ↑  Baughman, A. J. Mansfield. CHAPTER L, History of Richland County. 1903年11月21日. 2015年9月6日閲覧.
5. ↑  Brief History of Mansfield ... Early Railroads. pp.42-43. The Mansfield Savings Bank Almanac. 1923年. 2015年9月6日閲覧.
6. ↑  Mansfield's Railroads. Mansfield Weekly News. 1887年12月22日. 2015年9月6日閲覧.
7. ↑  Mansfield, Ohio. Ohio History Central. 2015年9月7日閲覧.
8. 1 2 3 4 5 6  Mansfield, Ohio. National Main Street Center. 2000年4月2日. 2015年9月7日閲覧.
9. ↑  Weingroff, Richard F. The Lincoln Highway. Highway History. Federal Highway Administration. 2015年4月13日. 2015年9月7日閲覧.
10. ↑  Mansfield, Ohio: "PR Project-Path to Revitalization", Brownfield Initiative – A National Model. p.2. City of Mansfield and McCabe En
gineering & Contracting. 2015年9月8日閲覧. （PDFファイル）
11. ↑  Grazier, Steven M. Mansfield, like Massillon, faces 'fiscal emergency'. The Independent. Massillon, Ohio. 2013年10月19日. 2015年9月8日閲覧.
12. ↑  Mansfield, Ohio Removed from Fiscal Emergency. City of Mansfield. 2014年7月9日. 2015年9月8日閲覧. （PDFファイル）
13. 1 2  Historical Weather for Mansfield, Ohio, United States of America. Weatherbase.com. 2015年9月5日閲覧.
14. ↑  Central Park in Downtown Mansfield. Mansfield/Richland County Convention and Visitors Bureau. 2015年9月5日閲覧.
15. ↑  Chase Bank Building. Emporis. 2015年9月5日閲覧.
16. ↑  Mayor. City of Mansfield. 2015年9月5日閲覧.
17. ↑  "ARTICLE IV - The Mayor", PART ONE - Administrative Code. Codified Ordinances of Mansfield, Ohio. City of Mansfield. 2014年12月15日.
18. ↑  "ARTICLE III - Council", PART ONE - Administrative Code. Codified Ordinances of Mansfield, Ohio. City of Mansfield. 2014年12月15日.
19. ↑  "ARTICLE V - President of Council", PART ONE - Administrative Code. Codified Ordinances of Mansfield, Ohio. City of Mansfield. 2014年12月15日.
20. ↑  Tappan Stove Company. Ohio History Central. 2015年9月10日閲覧.
21. ↑  White-Westinghouse. Appliance411. 2015年9月10日閲覧.
22. ↑  Samavati, Shaheen. Two Ohio cities, Parma and Ontario, react to news from General Motors. The Plain Dealer. 2009年6月1日閲覧,
23. ↑  生産拠点. 三恵技研工業. 2015年9月10日閲覧.
24. ↑  Home. Newman Technology. 2015年9月10日閲覧.
25. ↑  About Hyundai Ideal Electric Co. Hyundai Ideal Electric. 2015年9月10日閲覧.
26. ↑  About Us. Emerson Electric. 2015年9月10日閲覧.
27. ↑  Company History. Gorman-Rupp. 2015年9月10日閲覧.
28. ↑  Company Information. Crane Plumbing. 2015年9月10日閲覧.
29. ↑  History. Carousel Works. 2015年9月10日閲覧.
30. ↑  About Us. School Specialty. 2015年9月10日閲覧.
31. ↑  History. Mansfield Engineered Components. 2015年9月10日閲覧.
32. ↑  Regional Campus Data: Top Employers by County. Ohio State University. 2015年9月10日閲覧. （Microsoft Excel XMLファイル）
33. ↑  Mansfield Hospital. MedCentral. 2015年9月10日閲覧.
34. ↑  About Klondike. Klondike. 2015年9月10日閲覧.
35. ↑  About Us. Stewart's Restaurents. 2015年9月10日.
36. ↑  Jones' Potato Chip Company History. Jones Potato Chip. 2015年9月10日閲覧.
37. ↑  Port Columbus Int'l. (Form 5010) Airport Master Record. Federal Aviation Administration. 2015年8月20日. 2015年9月10日閲覧.
38. ↑  Cleveland Hopkins Int'l. (Form 5010) Airport Master Record. Federal Aviation Administration. 2015年8月20日. 2015年9月10日閲覧.
39. ↑  Mansfield Lahm Rgn'l. (Form 5010) Airport Master Record. Federal Aviation Administration. 2015年8月20日. 2015年9月10日閲覧.
40. ↑  History of the 179th Airlift Wing. 179th Airlift Wing, Ohio Air National Guard. 2015年9月10日閲覧
41. ↑  Mansfield: 7-Eleven (e). Greyhound. 2015年9月10日閲覧.
42. ↑  Bus Stop Locations. Barons Bus. 2015年9月10日閲覧.
43. ↑  Fixed Routes. Richland County Transit. 2015年9月10日閲覧.
44. ↑  Our Campuses. Ohio State University. 2015年9月11日閲覧.
45. ↑  Home. Ohio State University at Mansfield. 2015年9月11日閲覧.
46. ↑  Academics. Ohio State University at Mansfield. 2015年9月11日閲覧.
47. ↑  About NC State. North Central State College. 2015年9月11日閲覧.
48. ↑  MAps and Directions. North Central State College. 2015年9月11日閲覧.
49. ↑  Nursing Facilities - Mansfield Campus.  Dwight Schar College of Nursing and Health Sciences, Ashland University. 2015年9月11日閲覧.
50. ↑  About Us. Mansfield City Schools. 2015年9月12日閲覧.
51. ↑  All Schools. Diocese of Toledo. 2015年9月12日閲覧.
52. ↑  About MCS. Mansfield Christian School. 2015年9月12日閲覧.
53. ↑  Library History and Timeline. Mansfield/Richland County Public Library. 2015年9月12日閲覧.
54. ↑  Locations. Mansfield/Richland County Public Library. 2015年9月12日閲覧.
55. 1 2  History. Oak Hill Cottage. Richland County Historical Society. 2015年9月14日閲覧.
56. 1 2 3 4 5 6  OHIO - Richland County. National Register of Historic Places. 2015年9月14日閲覧.
57. ↑  Home. Ohio State Reformatory. 2015年9月14日閲覧.
58. ↑  Home - About the Museum. Mansfield Memorial Museum. 2015年9月14日閲覧.
59. ↑  About. Mansfield Art Center. 2015年9月14日閲覧.
60. ↑  Home. Biblewalk. 2015年9月14日閲覧.
61. ↑  Exhibits. Biblewalk. 2015年9月14日閲覧.
62. ↑  Theatre. Renaissance Theatre. 2015年9月14日閲覧.
63. ↑  Symphony. Renaissance Theatre. 2015年9月14日閲覧.
64. ↑  History. Miss Ohio. 2015年9月13日閲覧.
65. ↑  Home. Richland County Fair. 2015年9月13日閲覧.
66. ↑  History. Richland County Fair. 2015年9月13日閲覧.
67. ↑  Directions. Mid-Ohio Sports Car Course. 2015年9月16日閲覧.
実際にはコロンバス都市圏に含まれるモロー郡北東端のトロイ郡区内に立地しているが、住所はマンスフィールド都市圏に含まれるレキシントンになっている。
68. ↑  Track History. Ohio Sports Car Course. 2015年9月16日閲覧.
69. ↑  The Honda Indy 200 at Mid-Ohio. Ohio Sports Car Course. 2015年9月16日閲覧.
70. ↑  Nationwide Childrens Hospital 200. Ohio Sports Car Course. 2015年9月16日閲覧.
71. ↑  About Us. Mid-Ohio School.  2015年9月16日閲覧.
72. ↑  Parks and Recreation. City of Mansfield. 2015年9月18日閲覧.
73. ↑  The Blockhouse in South Park: Icon of Mansfield, Ohio. The Traveling Praters. 2012年4月26日. 2015年9月18日閲覧.
74. ↑  Welcome to Richland Carrousel Park. Richland Carrousel Park. 2015年9月18日閲覧.
75. ↑  History. Kingwood Center. 2015年9月18日閲覧.
76. ↑  Mansion. Kingwood Center. 2015年9月18日閲覧.
77. ↑  Gardens. Kingwood Center. 2015年9月18日閲覧.
78. ↑  Historical Timeline. Malabar Farm Foundation. 2015年9月18日閲覧.
79. ↑  Park Information and Hours. Malabar Farm Foundation. 2015年9月18日閲覧.
80. ↑  Get to Know Snow Trails. Snow Trails Winter Resort. 2015年9月18日閲覧.
81. ↑  Rails to Trails. Richland County Park District. 2015年9月18日閲覧.
82. ↑  Film and Television. Ohio State Reformatory. 2015年9月28日閲覧.
83. ↑  Heller-Nicholas, Alexandra. Strangers with Candy: The Highway Safety Foundation and The Child Molester (1964). 2011年4月30日. 2015年9月28日閲覧.
84. ↑  Our Brands. Gannett. 2015年9月29日閲覧.
85. ↑  News Journal Media (Mansfield, OH). CareerBuilder. 2015年9月29日閲覧.
86. ↑  About. WOSU Public Media. 2015年9月29日閲覧.
87. ↑  American FactFinder. U.S. Census Bureau. 2011年2月4日.
88. ↑  Gibson, Campbell. Population of the 100 Largest Cities and Other Urban Places in the United States: 1790 to 1990. US Census Bureau. 2005年.
89. ↑  "15日に姉妹都市締結　田村市と米マンスフィールド市". 福島民報. 2007年5月2日.
90. ↑  Appeal for new Mansfield Sister Cities Association members. Chad. Mansfield, Nottinghamshire, England. 2014年5月19日. 2015年9月5日閲覧.